# پاتو اووارد
پاتو اووارد (انگلیسی: Pato O'Ward؛ زادهٔ ۶ مهٔ ۱۹۹۹) یک راننده مسابقات اتومبیل رانی حرفه ای مکزیکی است که به طور تمام وقت در سری ایندی‌کار  با خودرو شماره ۵ شورلت برای تیم ارو مک‌لارن‌ رانندگی می کند. او قهرمان ایندی لایت ۲۰۱۸ است. او با برنامه توسعه راننده مک لارن قرارداد دارد و راننده ذخیره مک لارن برای فصل ۲۰۲۴ فرمول یک نیز است.

## اوایل زندگی و حرفه ورزشی
اووارد در مونتری، مکزیک در خانواده پاتریسیو اووارد و البا جونکو به دنیا آمد. او در دبیرستانی در سن آنتونیو، تگزاس، ایالات متحده تحصیل کرد. او در یکی از قسمت‌های پادکست مارشال پروت توضیح داد که نام خانوادگی‌اش از پدربزرگ ایرلندی‌اش گرفته شده است و افزود که خود را «مکزیکی تمام عیار» می‌داند.
اووارد در پایان سال ۲۰۰۵ حرفه ورزشی خود را با کارتینگ آغاز کرد و تا سال ۲۰۱۲ در این مسابقات ماند. اووارد در سال ۲۰۱۴ در مسابقات قهرمانی فرمول ۴ فرانسه شرکت کرد.
در سال ۲۰۱۵، اووارد در مسابقات قهرمانی پرو مزدا با تیم پلفری اولین حضور خود را سطح بالای موتوراسپورت آغاز کرد و در پایان فصل و رده بندی نهایی مقام ششم را کسب کرد. در سال ۲۰۱۶ اووارد برای رقابت با تیم پلفری به مسابقات قهرمانی مزدا بازگشت و فصل را در رده دوم و به عنوان نایب قهرمانی به پایان رساند.

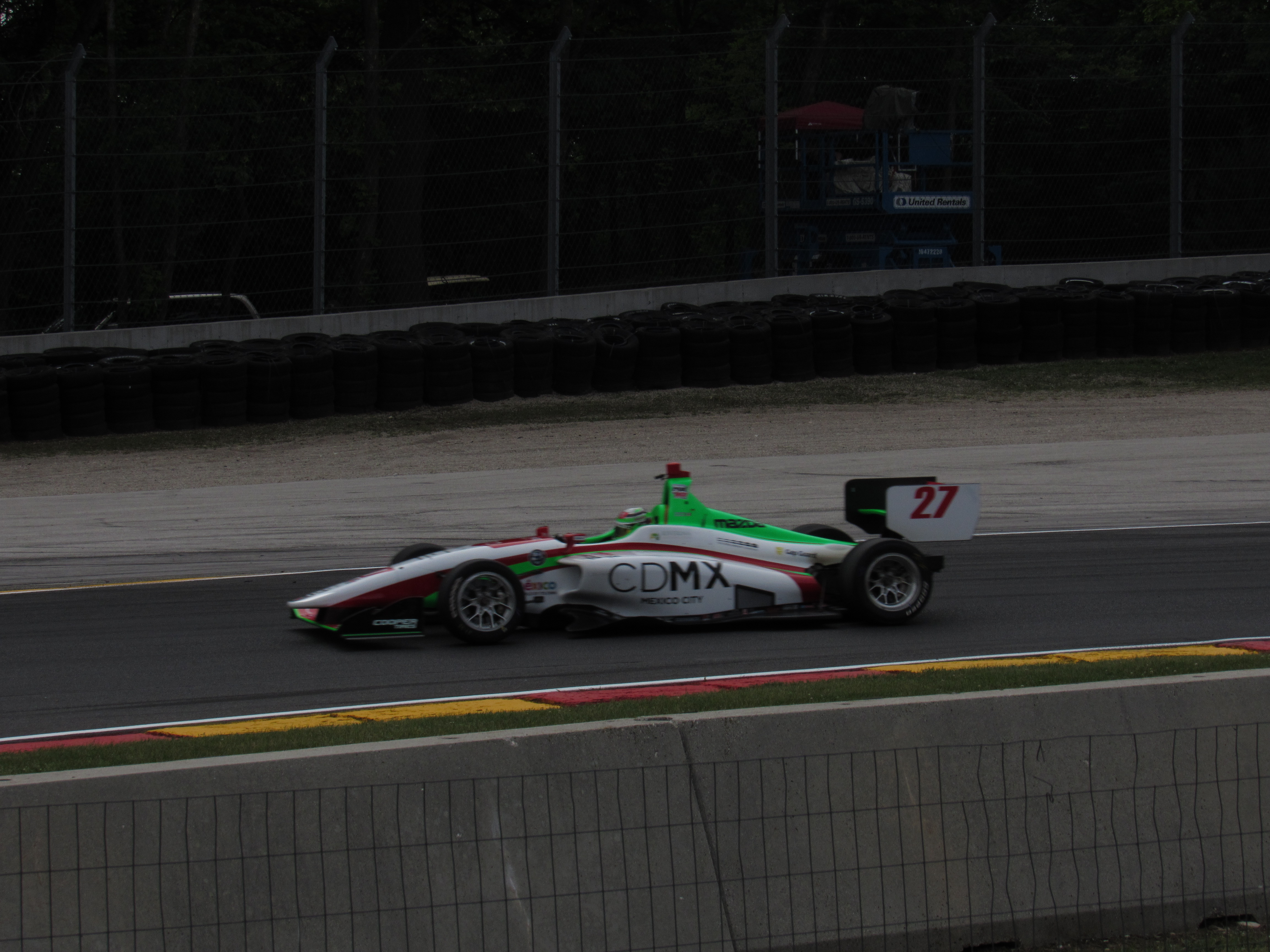
پاتو اووارد در حین مسابقه رود آمریکا فصل ۲۰۲۸ ایندی لایت که قهرمانی این مسابقات را به دست آورد

## ایندی لایت
در سال ۲۰۱۸، اووارد با تیم آندرتی اتواسپورت قرارداد همکاری امضا کرد تا در مسابقات ایندی لایت شرکت کند.  او در ۹ مسابقه از ۱۷ مسابقه پیروز شد تا عنوان برترین تازه کار سال انتخاب شد و در مسابقه ماقبل آخر فصل در پیست پورتلند با شکست نایب قهرمان کولتون هرتا، عنوان قهرمانی رانندگان را به دست آورد.

## سری ایندی‌کار

### ورود به سری  ایندی‌کار با هارد ریسینگ (۲۰۱۸)
دو هفته پس از کسب عنوان قهرمانی ایندی لایت در سال ۲۰۱۸، اووارد اولین حضور خود در سری ایندی‌کار را در پیست سونوما ریسوی در دومین مسابقه تیم هاردینگ ریسینگ انجام داد، اووارد در تعیین خط مسابقه رده پنجم را کسب کرد و در مسابقه نهم شد. عملکرد پاتو اووارد در این مسابقه او را با دیگر راننده مکزیکی دیوید مارتینز با بهترین نتیجه در اولین مسابقه در سری مسابقات چرخ باز آمریکایی برابر کرد.

### رانندگی پاره وقت با کارلین (۲۰۱۹)
در سال ۲۰۱۹، اووارد قرار بود به صورت تمام وقت به سری ایندی‌کار برود و با خودرو شماره ۸ تیم هاردینگ استینبرنر ریسینگ رانندگی کند. اما با وجود مشکلات مالی و نبود اسپانسر های مالی منجر به خروج او در فوریه ۲۰۱۹ از این تیم شد.
در ۷ مارس، اووارد با قراردادی پاره وقت به تیم کارلین پیوست و شانس رانندگی در ۱۳ مسابقه در فصل ۲۰۱۹ را پیدا کند. اووارد دومین راننده تیم کارلین در طول فصل سری ایندی‌کار و سومین راننده این تیم در ایندیاناپلیس ۵۰۰ بود.
در ۳۰ اکتبر، اعلام شد که اووارد با امضای قراردادی به تیم ارو مک‌لارن‌ برای فصل ۲۰۲۰ به سری ایندی‌کار برگشته است.

## فرمول یک

### ورود با تیم جوانان ردبول
اولین حضور پاتو اووارد در مسابقات فرمول در ماه مه سال ۲۰۱۹ اتفاق افتاد، اووارد با امضای قراردادی یک مسابقه ای با تیم جوانان ردبول به مسابقات فرمول ۲ رفت، قراداد اووارد تنها برای یک مسابقه بود تا در مسابقه ردبول رینگ به جای 
ماهاویر راغوناتان که در این مسابقه محروم بود حضور پیدا کند و جایگزین این راننده شود.

## مسابقات خودروهای ورزشی ایمسا
در سال ۲۰۱۷، اووارد در مسابقات قهرمانی خودروهای ورزشی ایمسا با تیم پرفورمنس تک موتوراسپورت در کلاس پروتوتایپ چلنج (PC) حضور پیدا کرد. اووارد و هم تیمی هایش در مسابقات ۲۴ ساعت دیتونا و ۱۲ ساعت سبرینگ در کلاس پروتوتایپ چلنج پیروز شدند. اووارد با ۱۷ سال سن تبدیل به جوانترین راننده ای کرد که در هر دو مسابقه پیروز شده است.
در سال ۲۰۲۲، اووارد مجدداً در ۲۴ ساعت دیتونا در کلاس ال‌ام‌پی۲ با تیم دراگون‌اسپید شرکت کرد. هم تیمی های پاتو اووارد در این مسابقه کولتون هرتا، دولین دیفرانچسکو و اریک لوکس بودند. این تیم پس از سبقت کولتون هرتا در ۱۱ دقیقه پایانی به مقام اول و برد در این مسابقه رسید.